# 周台英
周 台英（チョウ・タイイン、漢音読み: しゅう だいえい、1963年8月16日 - ）は、中華民国出身の元女子サッカー選手で現在は指導者。現役時代のポジションはミッドフィールダーおよびフォワード。

## 経歴
1970年代終わり頃より代表チームに選出されるようになり、1977年･1979年･1981年と3大会連続でAFC女子選手権に出場。いずれの大会でも優勝を経験した。
1987年に渡独して、女子ブンデスリーガの強豪だったTSVジーゲンに入団。1989年までプレーした。この間、女子DFBポカールの優勝を2回経験している (ただし決勝戦の出場機会には恵まれなかった)。
同年、Lリーグに参入を予定していた鈴与清水FCラブリーレディースに入団。12得点を挙げてリーグ優勝に貢献し、得点王とベストイレブンの2冠に輝いた。
1991年には1991 FIFA女子ワールドカップにチャイニーズタイペイ代表の一員として出場した。1993年度終了後鈴与清水FCを退団。翌年開催の1994年アジア競技大会の出場を最後に現役を引退した。
2005年国立台湾師範大学女子サッカー部の監督に就任し、翌2006年の1年間、チャイニーズタイペイ代表チームの監督も兼任した。
台湾師範大学女子サッカー部採血事件
2024年11月28日、国立台湾師範大学（NTNU）女子サッカー部の学生が、当時民主進歩党の立法委員であった陳培瑜氏を通じて、コーチと他の2名の教授が「人体研究法」に違反する研究計画に強制的に参加させられたと告発しました。この計画では、選手は14日間連続で1日3回の採血に協力するよう求められ、毎日、非専門の医療従事者によって2回採血されていたとのことです。採血実験に協力しない場合、必修科目の落第、強制的なチームからの脱退、さらには卒業延期などの罰則に直面する可能性がありました。周台英コーチは、被験者に支払われるべき研究補助金を回収し、チーム運営費として使用していました。
このニュースが報じられた後、同日夜、周台英コーチは学生を呼び出し、「私はどこで君を裏切ったのか？彼に助けを求めないなら、今日はここで時間を潰そう。私も一晩中眠れなかったんだから」と脅迫しました。大学側は当初、「正式な調査はまだ開始されていない」「全てが事実ではない」と回答し、外部からは対応の遅延、反省と謝罪の欠如が疑問視されました。
2024年12月初旬、大学側は周台英コーチの行政職およびコーチ職を2年間解除し、今後いかなる運動代表チームも指導することを明確に禁じました。
2025年4月10日、台湾師範大学いじめ調査委員会は周台英コーチによる校内いじめを認定し、解雇と2年間の教員としての再任用禁止を勧告し、三級教員審査委員会に審議を委ねました。しかし、教員審査委員会はこの勧告を採用せず、昇給停止などの行政処分にとどめました。
2025年5月、大学対抗戦終了後、周台英コーチは学科の職員を通じて学生に直筆の謝罪文を読み上げただけでした。
2025年7月14日、国立台湾師範大学はSNSプラットフォームFacebookで声明を発表し、サッカー部教員による「人体研究法」違反等の疑いについて、大学が関連調査を完了したと述べ、以下の6点を表明しました：被験者への謝礼は学生個人の口座に送金済みであること、採血検体は破棄されたこと、コーチは昨年12月初旬にその行政職およびコーチ職を解除されたこと、そして周台英氏直筆の謝罪文の写真も公開されました。しかし、この声明は後に削除されました。同月16日、台北地方検察署は、周コーチが強制罪、横領罪などの疑いがあるとして、「他字案」の被告として捜査を開始しました。

## 成績

### タイトル
- 所属クラブ
  -  TSVジーゲン
    - 女子DFBポカール (1988年、1989年)

- -  清水FCレディース/鈴与清水FCラブリーレディース
    - 日本女子サッカーリーグ (1989年)
    - 皇后杯全日本女子サッカー選手権大会 (1992年)

- -  サッカーチャイニーズタイペイ女子代表
    - AFC女子選手権 (1977年、1979年、1981年)

- 個人
  - 清水FCレディース
    - Lリーグ得点王 (1989年)

  - Lリーグベストイレヴン (1989年)

## 選出歴等
- サッカーチャイニーズタイペイ女子代表
- JLSL東西対抗戦 バレンタインサッカーフェスティバル出場 (1993年)